# أوفه كارلسون
أوفه كارلسون هو لاعب هوكي الجليد سويدي، ولد في 9 يوليو 1950 في غوسوم في السويد.

## وصلات خارجية
- أوفه كارلسون على موقع EliteProspects.com (الإنجليزية)